# 傑夫·蘭德里
傑夫·蘭德里（Jeff Landry；1970年12月23日—）是美國的一位政治人物，现任路易斯安那州州長。在2011年至2013年期間，他是路易斯安那州第3選舉區選出的美國眾議院議員。他的黨籍是共和黨。蘭德里曾經在美國軍隊服役。他也是一位茶黨運動的成員。